# جابوتیکاتوباس
جابوتیکاتوباس (به پرتغالی: Jaboticatubas) یک منطقهٔ مسکونی در برزیل است که در میناز ژرایس واقع شده‌است. جابوتیکاتوباس ۲۰٬۴۱۸ نفر جمعیت دارد.